# Koovee
Koovee ist ein finnischer Sportverein aus Tampere, dessen Stammverein im Jahr 1929 gegründet wurde. Die Abteilung Eishockey wurde 1945 ins Leben gerufen und gehört seit 2018 erneut der Mestis, der zweiten Spielklasse Finnlands, an. Die Heimspiele der Abteilung werden in der Hakametsä 2 ausgetragen.

## Geschichte
Der Sportverein Tampereen Kilpa-Veljet (TK-V) wurde 1929 gegründet. Das erste Spiel der Sektion Eishockey wurde 1945 ausgetragen. 1958 wurde der Verein in Koo-Vee umbenannt.
Den größten Erfolg der Vereinsgeschichte stellt der Gewinn der finnischen Meisterschaft 1968 dar. Dadurch qualifizierte sich Koo-Vee für den Europapokal 1968/69, trat aber nicht an. 1977 konnte mit dem Vizemeistertitel ein weiterer Erfolg erreicht werden. Insgesamt gehörte die Herrenmannschaft 27 Jahre der höchsten Spielklasse an.
In der Saison 2006/07 gehörte der Verein der Mestis, der zweiten Spielklasse Finnlands, an. Am Saisonende folgte der Abstieg in die drittklassige Suomi-sarja. 2018 gelang trotz des sechsten Platzes in der Suomi-sarja der Aufstieg in die Mestis.

## Erfolge
- Finnischer Meister 1968
- Finnischer Pokalsieger 1968
- Finnischer Vizemeister 1959, 1962, 1964

## Spieler

### Gesperrte Trikotnummern
- 10 Heino Pulli

## Bekannte ehemalige Spieler
- Vesa Toskala
- Wladimir Jursinow
- Jyrki Lumme
- Raimo Helminen
- Risto Jalo
- Ville Nieminen
- Ville Sirén